# 芬迪国家公园
芬迪国家公园（英語：Fundy National Park）是加拿大国家公园系统中的一座，坐落在新不伦瑞克的芬迪湾，靠近阿尔玛村。芬迪国家公园呈现了芬迪湾的海岸栖息地及高地阿卡迪亚森林景观。